# Operation Ragnarök
Operation Ragnarök är en action-dramafilm som hade premiär 7 december 2018. Filmen har regisserats av Fredrik Hiller som även skrivit manus. Filmen har producerats av Fredrik Hiller, Thabo Malmén och David Hanna för Kruthuset.

## Handling
Operation Ragnarök utspelar sig i skånska Landskrona där en ubåt kraschar. Ombord på ubåten finns ett extremt smittsamt virus som förvandlar befolkningen till zombies. Staden försätts i karantän. En fåtal personer verkar ha klarat sig från att smittas, och försöker nu klara sig under monstren.

## Rollista (i urval)
- Jonas Malmsjö – Nils
- Per Ragnar – Bertil
- Andreas Andersson – Ossian
- Ingvar Andersson – Hasse
- Elin Lanto – Angelica
- Karin Bertling – Eva
- Carlos Fernando - Officer John
- Zardasht Rad – Hamid
- Bahar Pars – Sahar
- Zinat Pirzadeh – Golnaz
- Farid Sohradi – Adar
- Kave Foladi – Hadi
- Niklas Falk – ÖB